# 特拉维斯·史蒂文斯
特拉维斯·史蒂文斯（英語：Travis Stevens，1986年2月28日—），美国男子柔道运动员。他曾代表美国参加2008年、2012年和2016年夏季奥林匹克运动会柔道比赛，其中2016年奥运会获得一枚银牌。